# سمورنيون قلبي الأوراق
السمورنيون قلبي الأوراق (باللاتينية: Smyrnium cordifolium) نوع نباتي يتبع جنس السمورنيون من الفصيلة الخيمية.

## الموئل والانتشار
النبات واطن في بلاد الشام وتركيا.